# Felicity Jones (pseudonym)
Felicity Jones, född 20 juli 1988 i Newton, New Jersey, är en amerikansk feministisk debattör, bloggare, performanceartist, kroppskonstnär och social aktivist, internationellt känd för sitt arbete för kvinnors rätt till sin kropp. Hon har uppmärksammat och opponerat sig mot traditionella kroppsideal och sexualisering samt argumenterat för en feministisk naturism som hon menar skulle ha positiv inverkan på kvinnors kroppsuppfattning.

## Biografi
Felicity Jones har skrivit för tidskrifter som Failure Magazine, Internaturally och The Bulletin. Hennes blogg, skapad i november 2010, är inriktad på feminism och kvinnors kroppsuppfattning.
Med utgångspunkt i Body Image Activism och body acceptance arbetar hon även med performancekonst och body art med målet att kvinnor ska acceptera sin kropp som den är. Hon är uppvuxen i en familj där föräldrarna var naturister och i sitt arbete utgår hon ifrån detta arv. Social nakenhet, nudism och naturism blir ett verktyg i hennes arbete. Hon är en av grundarna till Young Naturists America med huvudmålet att verka för en “non- sexual nudist (or naturist) lifestyle”.
I konstprojekt har hon bland annat samarbetat med konstnärer som Zefrey Throwell och Andy Golub.